# Пристань (Лубенський район)
При́стань —  село в Україні, у Хорольській міській громаді Лубенського району Полтавської області. Населення становить 154 осіб. До 2020 орган місцевого самоврядування — Староаврамівська сільська рада.

## Історія
12 червня 2020 року, відповідно до розпорядження Кабінету Міністрів України № 721-р «Про визначення адміністративних центрів та затвердження територій територіальних громад Полтавської області», село увійшло до складу Хорольської міської громади..
19 липня 2020 року, в результаті адміністративно - територіальної реформи та ліквідації Хорольського району, село увійшло до складу новоутвореного Лубенського району.

## Населення

### Мова
Розподіл населення за рідною мовою за даними перепису 2001 року:
| Мова       | Кількість | Відсоток |
| ---------- | --------- | -------- |
| українська | 148       | 96.1%    |
| російська  | 6         | 3.9%     |
| Усього     | 154       | 100%     |

## Географія
Село Пристань знаходиться на правому березі річки Хорол, вище за течією на відстані 2 км розташоване село Бутівці, нижче за течією на відстані 3 км розташоване село Вишняки, на протилежному березі - село Попівка. На відстані 2,5 км розташоване місто Хорол. Річка в цьому місці звивиста, утворює лимани, стариці та заболочені озера. Поруч проходить автомобільна дорога М03.